# Cerny-lès-Bucy

Cerny-lès-Bucy este o comună în departamentul Aisne din nordul Franței. În 1 ianuarie 2022 avea o populație de 113 de locuitori.